# Félix Tortorelli
Félix Tortorelli fue un actor de reparto argentino.

## Carrera
Tortorelli fue un actor secundario de una larga trayectoria cinematográfica, actuando en más de treinta filmes argentinos.
Compartió escena junto a figuras de la escena nacional argentina como Héctor Calcagno, Alberto Candeau, Guillermo Battaglia, Duilio Marzio, Hugo del Río, Benito Cibrián, Mario Soffici, Julio Portela, Miguel Olmos, Diana Maggi, Alberto Bello, Susana Campos, Carlos Estrada, Domingo Carlos, entre muchos otros.

### Filmografía
- 1937: Melodías porteñas
- 1939: Prisioneros de la tierra
- 1940: Héroes sin fama
- 1940: Pájaros sin nido
- 1941: Volver a vivir
- 1941: Si yo fuera rica
- 1941: Cándida millonaria
- 1942: Secuestro sensacional!!!
- 1944: La danza de la fortuna
- 1944: Centauros del pasado
- 1945: Besos perdidos
- 1946: Celos
- 1946: 3 millones y el amor
- 1951: De turno con la muerte
- 1952: Los sobrinos del Zorro
- 1953: Fin de mes
- 1955: En carne viva
- 1955: La Quintrala, doña Catalina de los Ríos y Lisperguer
- 1955: Ensayo final
- 1955: La delatora
- 1956: Pecadora
- 1957: La casa del ángel
- 1958: Sección desaparecidos
- 1958: Hombres salvajes
- 1959: El candidato
- 1959: Cavalcade
- 1960: El asalto
- 1960: La procesión
- 1961: Esta tierra es mía
- 1963: Las aventuras del Capitán Piluso en el castillo del terror
- 1966: Máscaras en otoño
- 1967: El ABC del amor, en el segmento Noche terrible[3]